# Mogera kanoana
Mogera kanoana is een mol uit het geslacht Mogera die voorkomt in de bergen van zuidoostelijk Taiwan. Daar is deze soort tot nu toe op vier locaties gevonden; de typelocatie is Tatachia in het nationale park Yushan in de provincie Nantou. Genetisch is deze soort het nauwst verwant aan de enige andere mol op Taiwan, Mogera insularis, met welke soort M. kanoana lange tijd is verward, maar verschilt daar ook duidelijk van.
M. koneana is een kleine Mogera met een donkere, dichte vacht, lange staart en lange snuit. De tandformule bedraagt 3.1.4.32.1.4.3. Het dier heeft zeven hals-, dertien borst-, zes lende- en zes heiligbeenwervels. De kop-romplengte bedraagt 113 tot 133,5 mm, de staartlengte 8,5 tot 13,5 mm, de lengte van de voorvoet 13 tot 16 mm, de breedte van de voorvoet 13,5 tot 15,5 mm, de achtervoetlengte 13,5 tot 15 mm en het gewicht 23,5 tot 59 g. De verschillende populaties variëren onder andere in vachtkleur (zwart bij sommige, donker bruingrijs bij andere)
Deze soort werd in 1936 door de Japanse bioloog Kishida voor het eerst als herkend als een aparte soort naast M. insularis van de laaglanden en "Yamazimogura" genoemd, die in 1940 van een andere bioloog, Tadao Kano, de naam Mogera montana kreeg. Later werd deze soort echter gedurende lange tijd weer tot M. insularis gerekend, en het duurde nog tot 2001 voor de verschillen tussen de twee soorten weer herkend werden. Uiteindelijk kreeg de bergsoort in 2007 op basis van een gedetailleerde studie van de mollen van Taiwan de naam Mogera kanoana, naar Kano, die naast bioloog ook een onderzoeker van de Taiwanese folklore was. De naam Mogera montana kon niet worden gebruikt, omdat Mogera lange tijd tot Talpa was gerekend, en in dat geslacht was de naam montana al gebruikt voor een ondersoort van de Romeinse mol.